# MCL Harlingen
Het MCL Harlingen is een ziekenhuis in de Friese stad Harlingen. Het is onderdeel van Medisch Centrum Leeuwarden (MCL).

## Geschiedenis
Het protestantse Ziekenhuis Oranjeoord aan de Koningin Wilhelminastraat in Harlingen werd in 1960 geopend. Op 4 juni 1975 werd het nieuwe Streekziekenhuis Oranjeoord aan de Achlumerdijk 2 door commissaris van de Koningin Hedzer Rijpstra officieel geopend. In 1995 fuseerde het ziekenhuis met Medisch Centrum Leeuwarden. Op 31 maart 2010 werd door burgemeester Paul Scheffer het vernieuwde behandelcentrum van MCL Harlingen geopend. In 2012 werd het Zorgplein Harlingen geopend.